# Cantone di Le Pont-de-Beauvoisin (Isère)
Il Cantone di Le Pont-de-Beauvoisin era una divisione amministrativa dell'arrondissement di La Tour-du-Pin.
A seguito della riforma approvata con decreto del 18 febbraio 2014, che ha avuto attuazione dopo le elezioni dipartimentali del 2015, è stato soppresso.

## Composizione
Comprendeva i comuni di:
- Les Abrets
- Aoste
- La Bâtie-Montgascon
- Chimilin
- Corbelin
- Fitilieu
- Granieu
- Le Pont-de-Beauvoisin
- Pressins
- Romagnieu
- Saint-Albin-de-Vaulserre
- Saint-André-le-Gaz
- Saint-Jean-d'Avelanne
- Saint-Martin-de-Vaulserre